# José Justiniani Ramírez de Arellano
José Justiniani Ramírez de Arellano (Madrid, 7 de diciembre de 1800-Ibidem, 20 de enero de 1853) fue un político español, ministro de la Gobernación de la Península y alcalde de Madrid durante el reinado de Isabel II.

## Biografía
Nacido en Madrid el 7 de diciembre de 1800, fue bautizado el 8 de diciembre. Marqués de Peñaflorida, según la lista de masones de 1823 de los llamados Papeles Reservados de Fernando VII se habría iniciado en la masonería con el nombre de «Aristómedes».
Fue alcalde de Madrid entre el 1 de enero de 1842 y el 1 de enero de 1843; sería sucedido por Juan Álvarez Mendizábal. Ejerció el cargo de senador por la provincia de Madrid entre 1843 y 1844 y desde 1845 fue senador vitalicio. Desempeñó la cartera de ministro de la Gobernación de la Península entre el 5 de diciembre de 1843 y el 3 de mayo de 1844 en un consejo de ministros presidido por Luis González-Bravo López de Arjona. Volvería a desempeñar el cargo de alcalde de la capital entre el 1 de octubre de 1844 y el 28 de agosto de 1846, al suceder a Manuel de Bárbara.
Falleció el 20 de enero de 1853.